# Schloss Neetzow

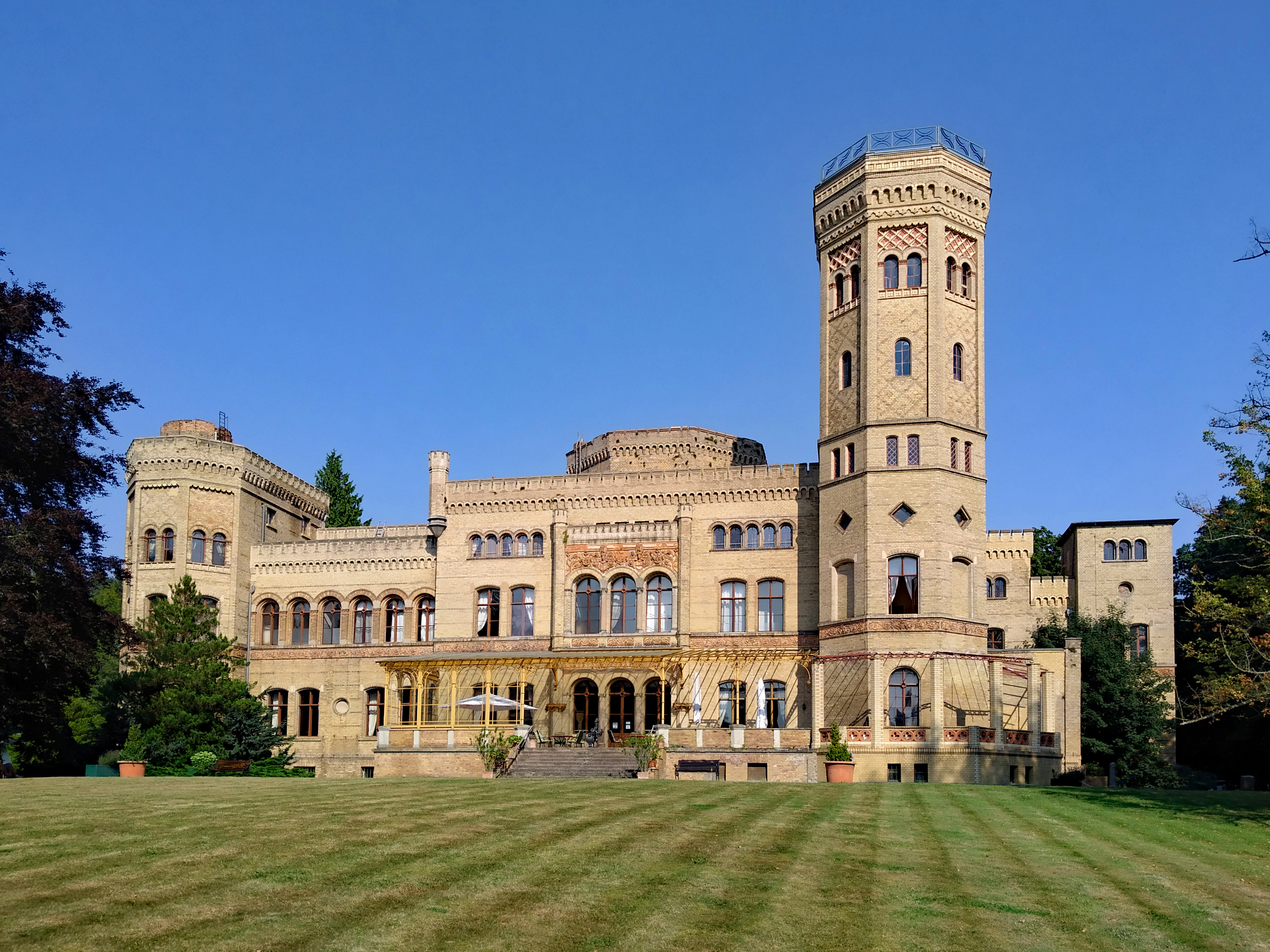
Schloss Neetzow

Schloss Neetzow ist ein Herrenhaus im Ort Neetzow im Landkreis Vorpommern-Greifswald. Der Entwurf des 1851 im neugotischen Stil errichteten Gebäudes stammt vom Berliner Architekten Friedrich Hitzig.

## Geschichte

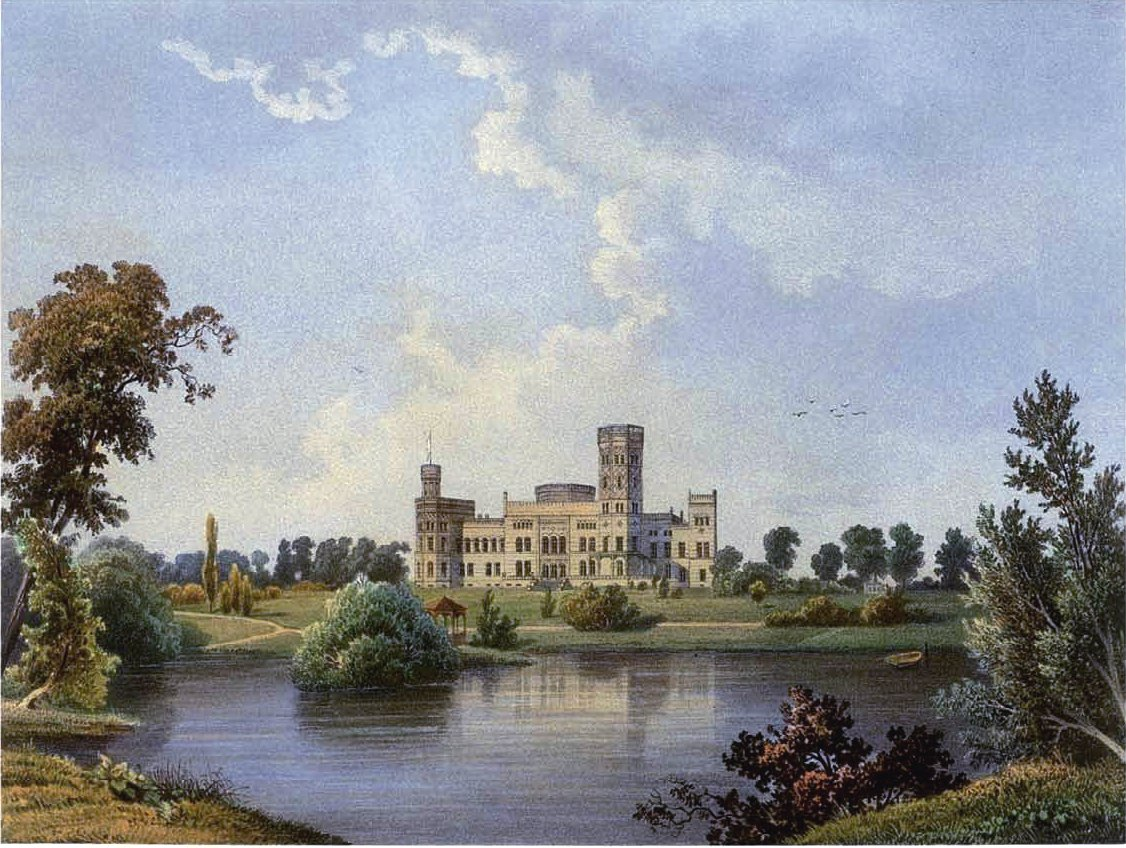
Schloss Neetzow um 1860, Sammlung Alexander Duncker

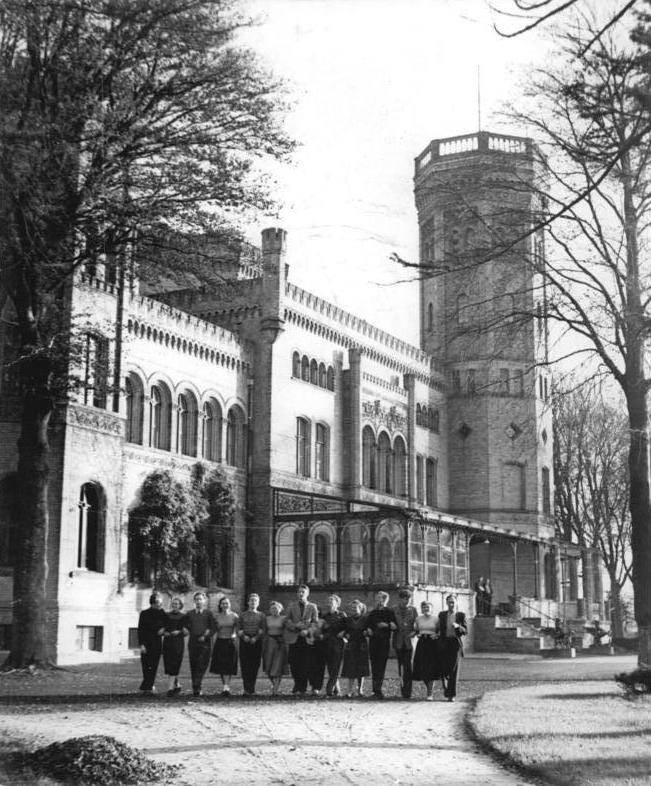
Schloss Neetzow im Jahr 1954 mit Volkstanzensemble

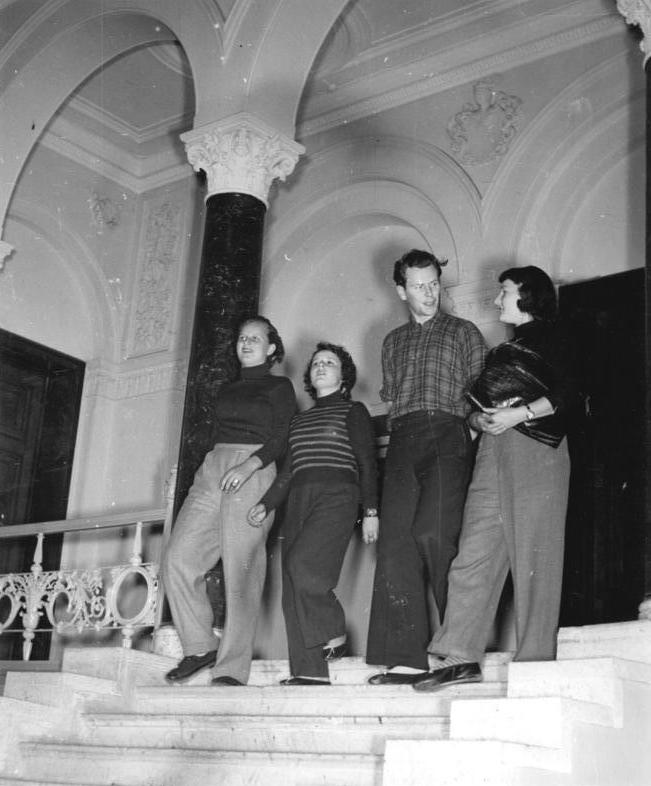
Mitglieder des Dorfjugend-Ensembles im Schloss 1954

Der Ort Neetzow gelangte 1803 (nach anderen Angaben 1805) in den Besitz der ursprünglich aus Holstein stammenden Familie von Kruse. Diese ließ unter Wilhelm von Kruse von 1848 bis 1851 das neue Herrenhaus nach einem Entwurf Hitzigs innerhalb eines englischen Landschaftsparks errichten. Die Klinker kamen aus der eigenen Ziegelei der Kruses. Der Parkentwurf stammt von Peter Joseph Lenné. Die Frau des Bauherrn leitete die Ausführung. Es wurde dann nachfolgend extra ein Garteninspektor Schultze, ein Schüler Lennés, eingestellt. Neuschlossherr von Kruse tradierte aber auch die klassischen Leidenschaften eines Gutsherrn, war am Gartenbau und an der Pferdezucht interessiert.
Nachfolgend übernimmt der erst 1880 geadelte uneheliche Sohn von Wilhelm von Kruse auf Neetzow, August Johann Friedrich von Kruse (*1860 in Neetzow +1894 in Frankfurt/Main) die Grundbesitzungen (siehe Kirchenbuch Gramzow). Er war kurz vermählt mit Lilly von Heyden aus dem Hause Cartlow (1867–1945), die sich später noch dreimal verheiratete. Der gemeinsame Sohn Wolf-Eginhard Wilhelm Karl Hermann von Kruse (1887–1950) ist der letzte Besitzer. Wolf von Kruse war jung gleich Besitzer mehrerer Güter geworden, Neetzow mit 557 ha, in Klein-Below 200 ha, Krusenfelde mit 433 ha, Kagenow 467 ha, sämtlich mit dem Status eines Rittergutes. Dazu kam noch die Domäne Krien mit 499 ha.
Er wurde im September 1945 enteignet. Das Herrenhaus war im gleichen Jahr geplündert worden, wobei das Mobiliar zerstört oder entwendet wurde. Kamine, Stuckornamente und Wandmalereien blieben erhalten.
Zu DDR-Zeiten wurde das Gebäude von 1952 bis 1962 als Sitz des Staatlichen Folklore-Ensembles der DDR eingerichtet. Das Ensemble hatte Auftritte in der ganzen Welt und das Schloss wurde für die Ausbildung mit einem Tanzsaal erweitert. Diese Einrichtung zog 1962 nach Neustrelitz um. Anschließend zog das Institut für Agrarökonomik der Akademie der Landwirtschaftswissenschaften ins Schloss, das hier bis 1991 blieb. Sie entwickelte die Prognosen für die Landwirtschaft der DDR im Auftrage des ZK der SED.
Im Jahr 2001 gelangte das Haus wieder in Privatbesitz. Nach dreijähriger Renovierung wurde 2004 im Schloss ein 29-Zimmer-Hotel mit Restaurant-Betrieb eröffnet. Der Park wurde zum Teil durch ABM wieder hergerichtet. Seit Anfang 2021 ist der Hotelbetrieb auf Pachtbasis an die Enkelgeneration der Familie von Kruse übergegangen.

## Schlossbau und Parkanlagen
Schloss Neetzow ist eines der eindrucksvollsten romantischen Schlösser von Friedrich Hitzig. Die Asymmetrie des Gebäudes beginnt bereits im Grundriss. Der große achteckige Turm prägt das Herrenhaus, ihm stehen zwei unterschiedliche kleinere gegenüber. Das übers Dach hochgezogene Oktogon der zentral gelegenen Halle krönt das Haus. Darunter befindet sich ein runder Saal mit gläsernem Oberlicht. Im ersten Obergeschoss besitzt dieser Saal eine umlaufende Galerie.
An der Westseite liegt die mit Steinsäulen verzierte Eingangshalle, die sich hinter dem dreiachsigen Mittelrisalit befindet.
Die Fassaden wurden 1964 vereinfacht und aus Mangel an gelben Klinkern besonders oben am Zinnenkranz nicht denkmalgerecht mit roten Ziegeln ausgebessert. Die Ost- und Westfassade sind durch ornamentale Terrakottafriese gegliedert. Diese, die Säulenkapitelle und weitere figürliche Darstellungen stammen von der Berliner Ofenfabrik Feilner, die bereits für Schinkel lieferte. Die gelben Klinker der Fassaden bilden einen Kontrast zu den in der Region vorherrschenden roten Backsteinen bei den Gutshäusern.
Das Gebäude verfiel in der Folgezeit langsam, aber stetig, durch Vernachlässigung der Pflege und aus Mangel an Material und Handwerksleistung. Die Fassaden verdreckten, Mauern und Fugen verwitterten. Zur Wende wurden die beiden Greifenfiguren an der Freitreppe gestohlen. Wesentliche Teile des Inneren blieben jedoch wegen der anhaltenden Nutzung relativ gut erhalten.
Nach der Privatisierung 2001 begann die Innen- und Außenrenovierung. Die Fassaden wurden umfassend gereinigt, schadhafte gelbe Klinker wurden ausgetauscht und die roten Ziegel durch originale gelbe Klinker ersetzt. Defekte Bauteile wurden ersetzt. Auch innen wurden alle Räume zu hotelgeeigneten Zimmern und Suiten umgebaut. Die repräsentativen Räume mit Stuckdecken, Kaminen, Kachelöfen usw. wurden stilgerecht renoviert.

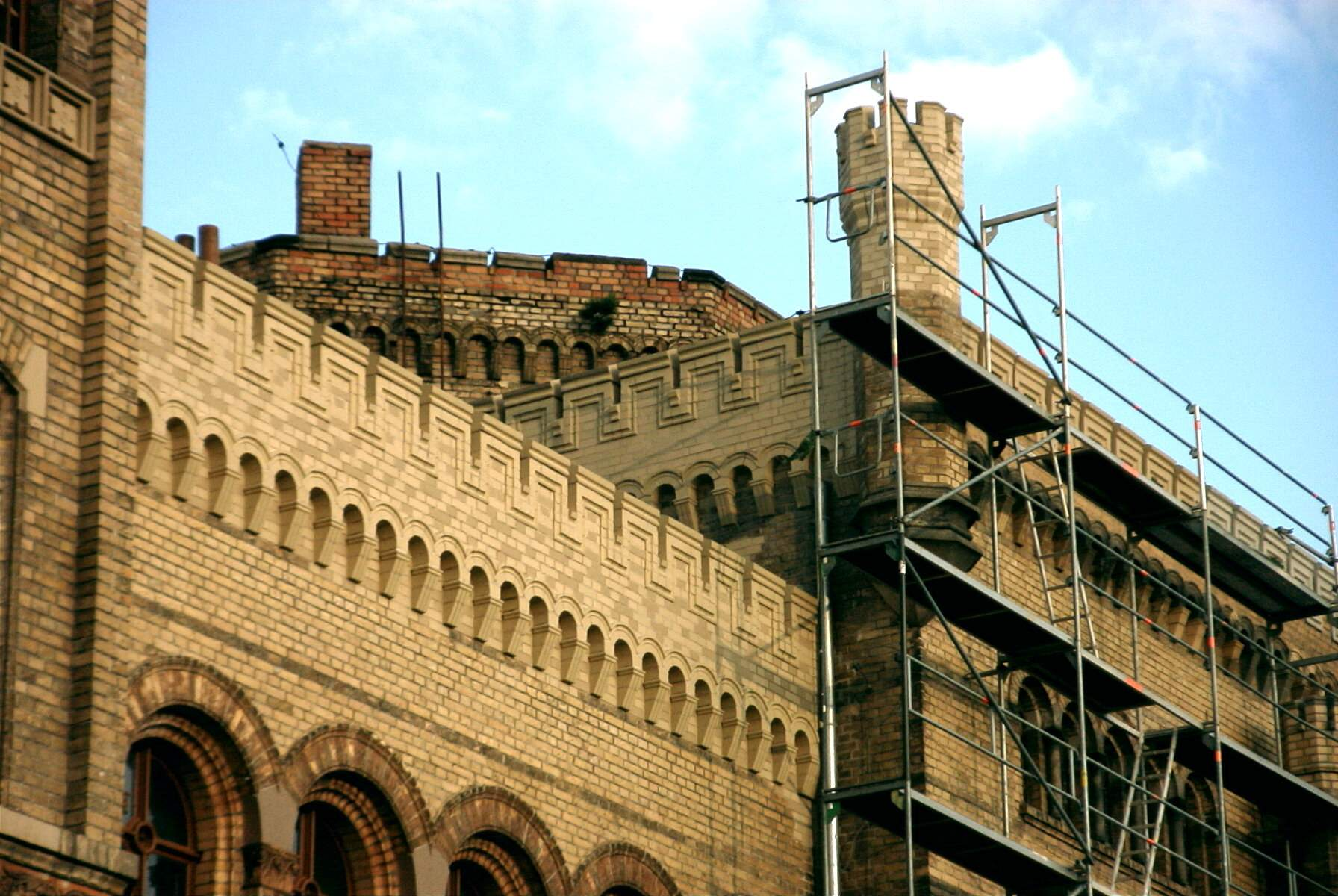
Fassadenrenovierung Schloss Neetzow
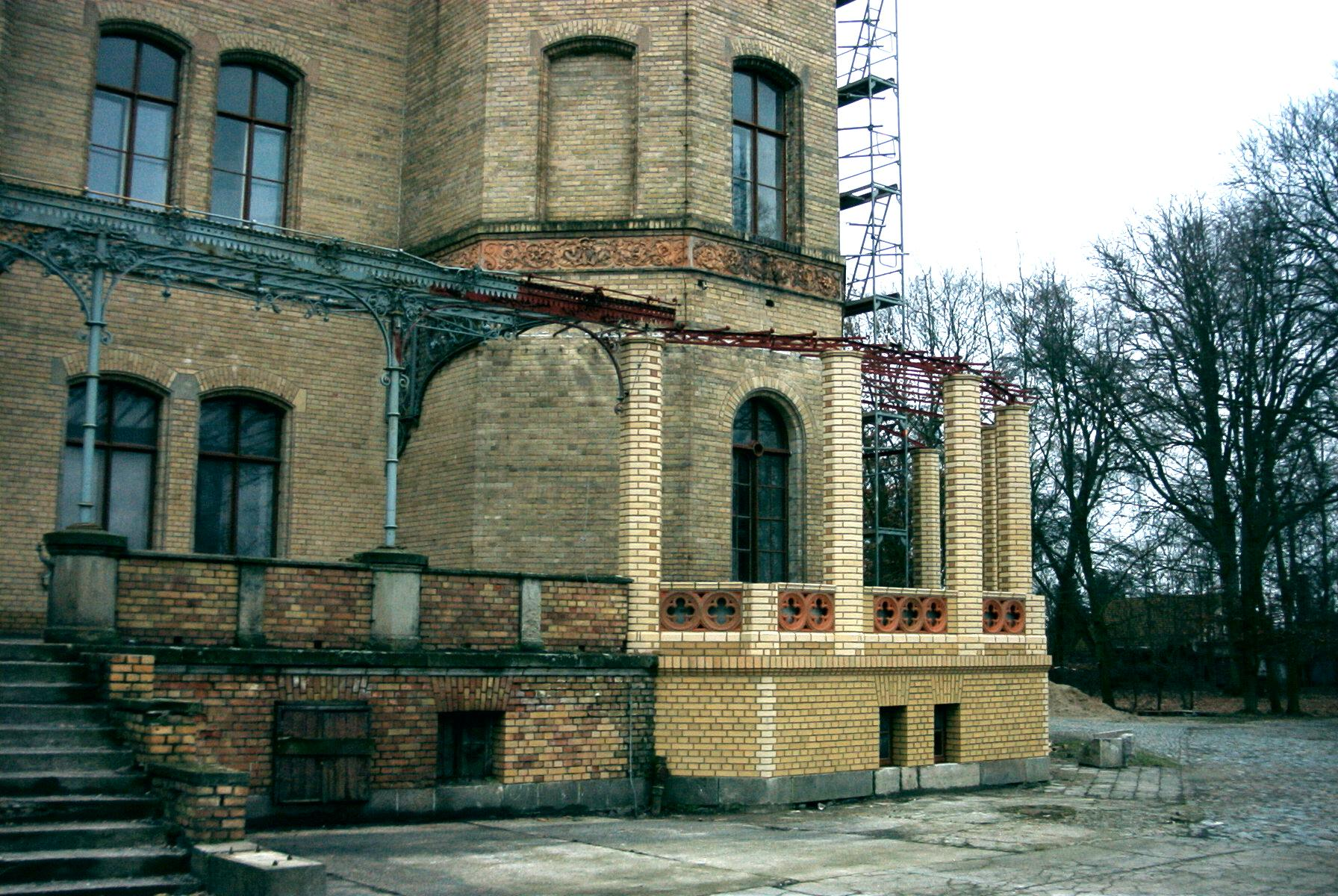
Aufbau zerstörter Teile
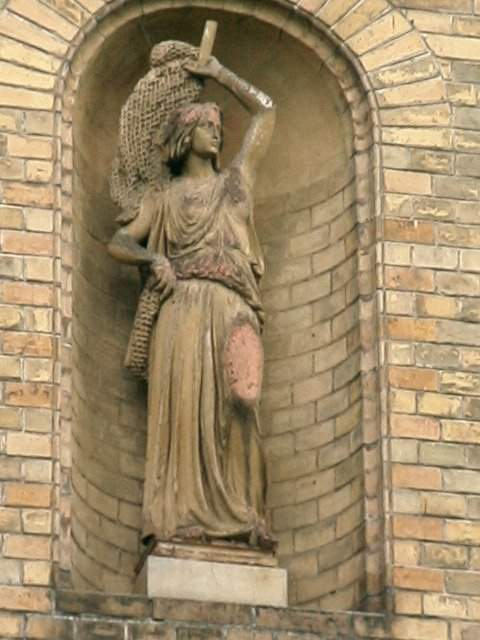
Terrakottafigur in der Fassade
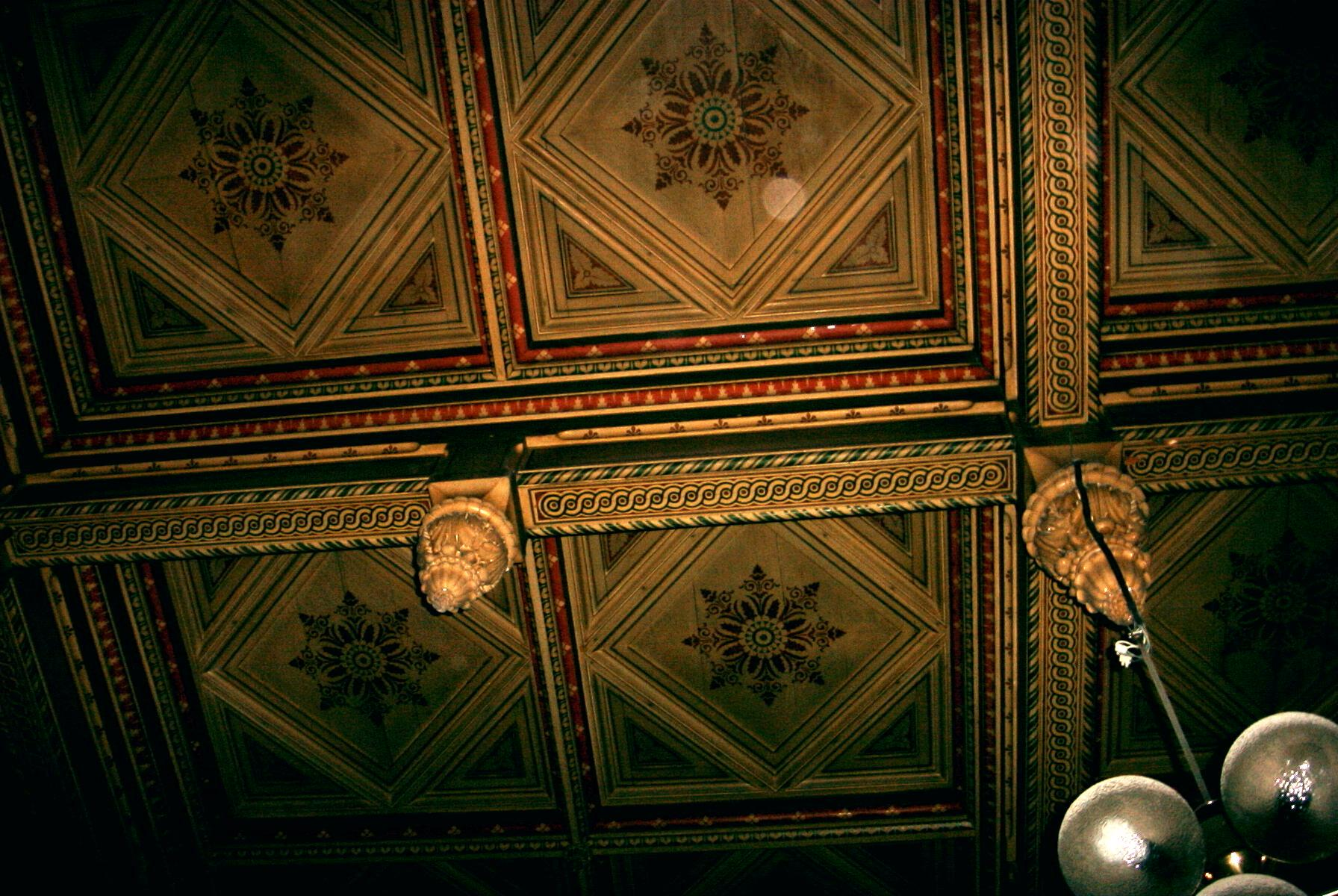
Deckenpaneel
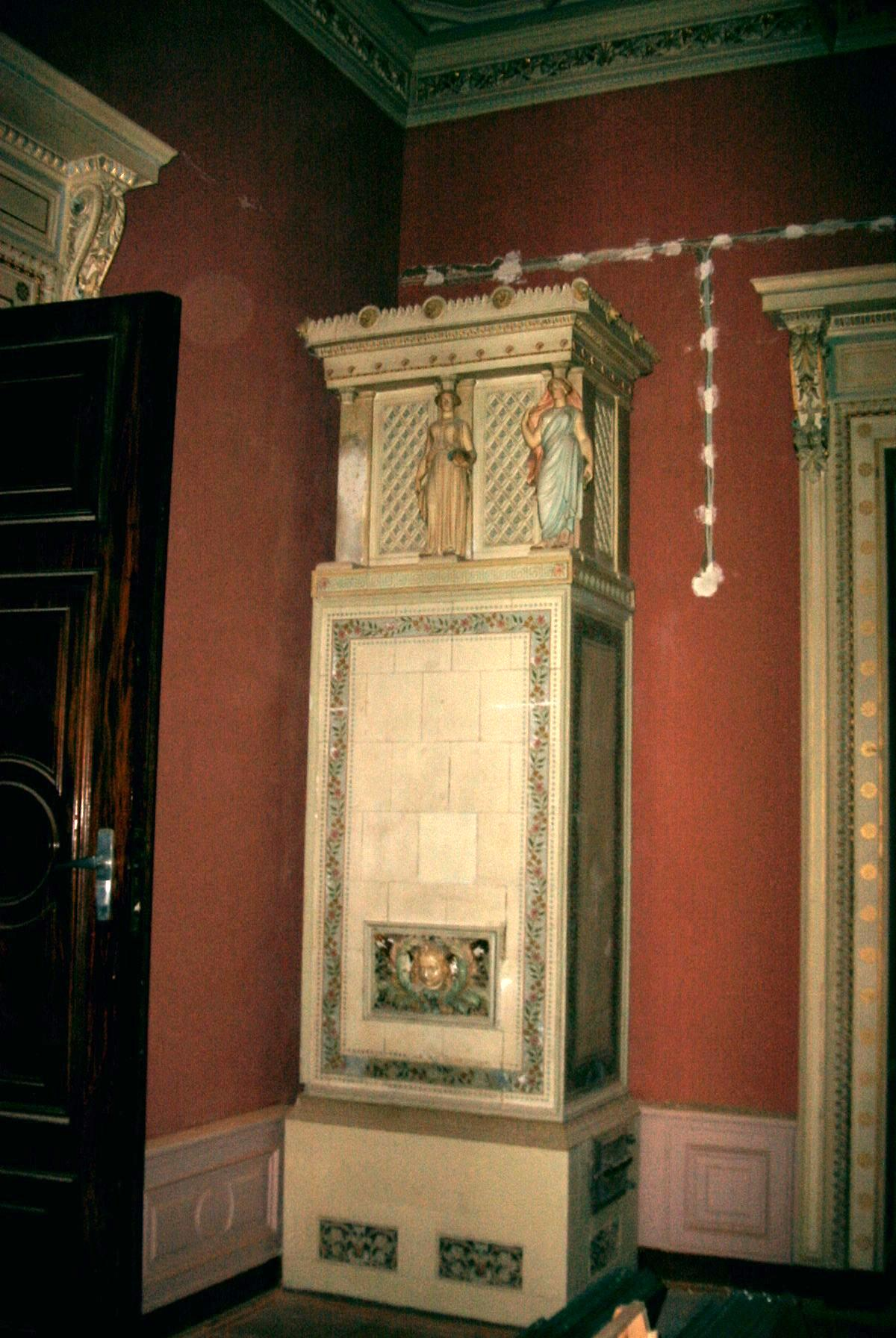
Alte Kachelöfen
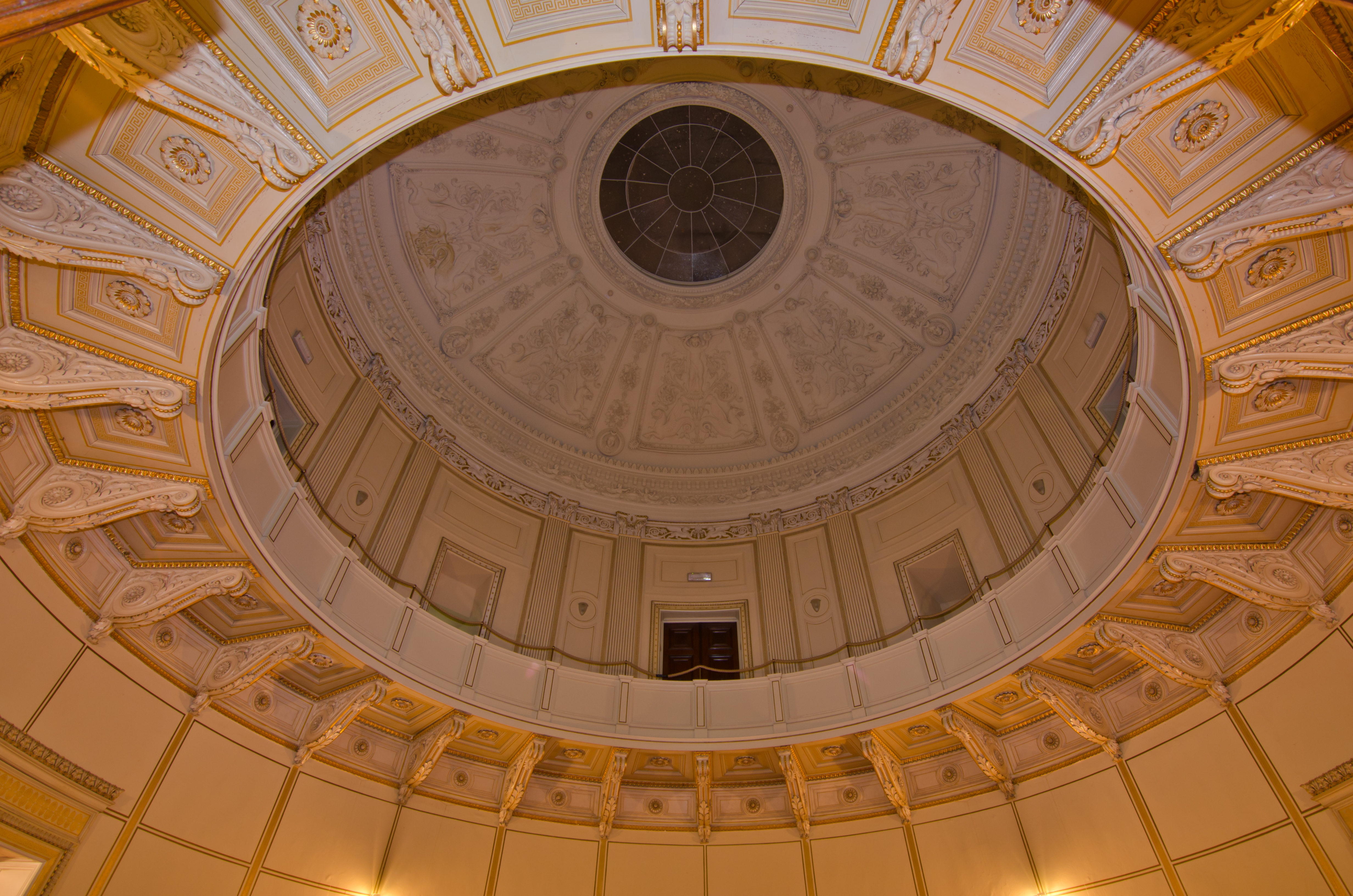
Kuppel und Galerie

Das auf einem Plateau gelegene Schloss ist von einem ursprünglich 20 Hektar großen Landschaftspark umgeben, zu dem auch ein 1,2 Hektar großer Teich gehört. Im Westteil des Parks befindet sich eine Grotte, die aus dem Ausschuss der Ziegelei, das heißt aus zerschmolzenen Ziegeln errichtet wurde, unter ihr verläuft ein kleiner Bach zum See. Auch kleinere Sitzgrotten sind vorhanden, eine nördlich des Weges am See und eine nördlich des Schlosses. Beide bestehen aus besonders geformten Feldsteinen.
Im Park stehen mehrere dendrologisch interessante Bäume. So findet man im südöstlichen Teil eine Gurken-Magnolie sowie eine Edelkastanie. Am Weg, der östlich am Teich entlangführt, stehen mehrere Eichenarten. Dazu gehören eine nordamerikanische Schindeleiche mit ganzrandigen Blättern, eine Schlitzblättrige Traubeneiche, eine Pyramideneiche, eine Persische Eiche mit rundlichen Blättern, eine buntblättrige Eiche, eine immergrüne Eiche und eine Zwerg-Eiche. Am nördlichen Ende des Weges stehen eine wintergrüne Eiche und eine Orientalische Fichte. Am Nordufer des Teiches kommen noch die Zweizeilige Sumpfzypresse und die Kaukasische Flügelnuss vor.

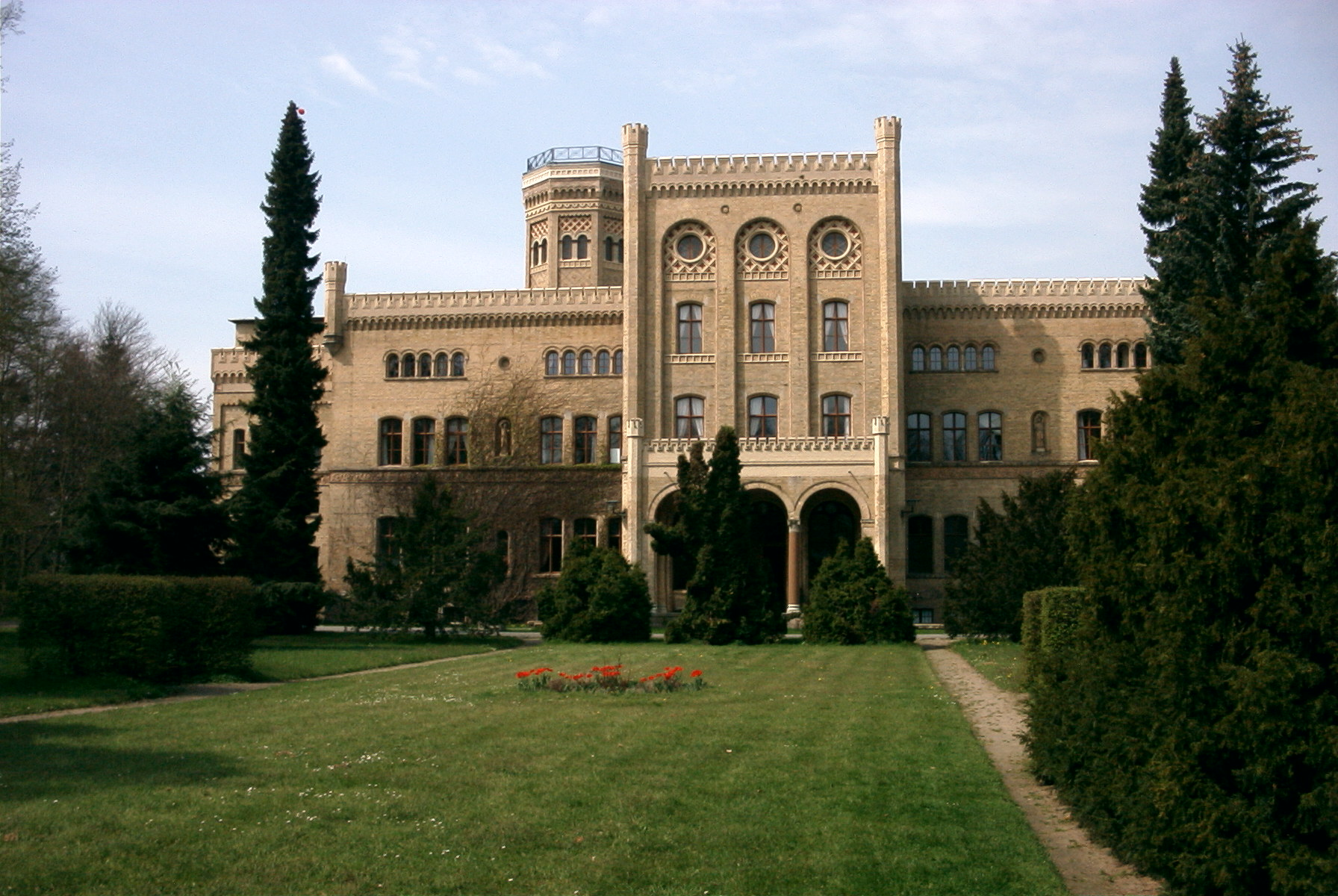
Ostseite und Barockgarten von Schloss Neetzow
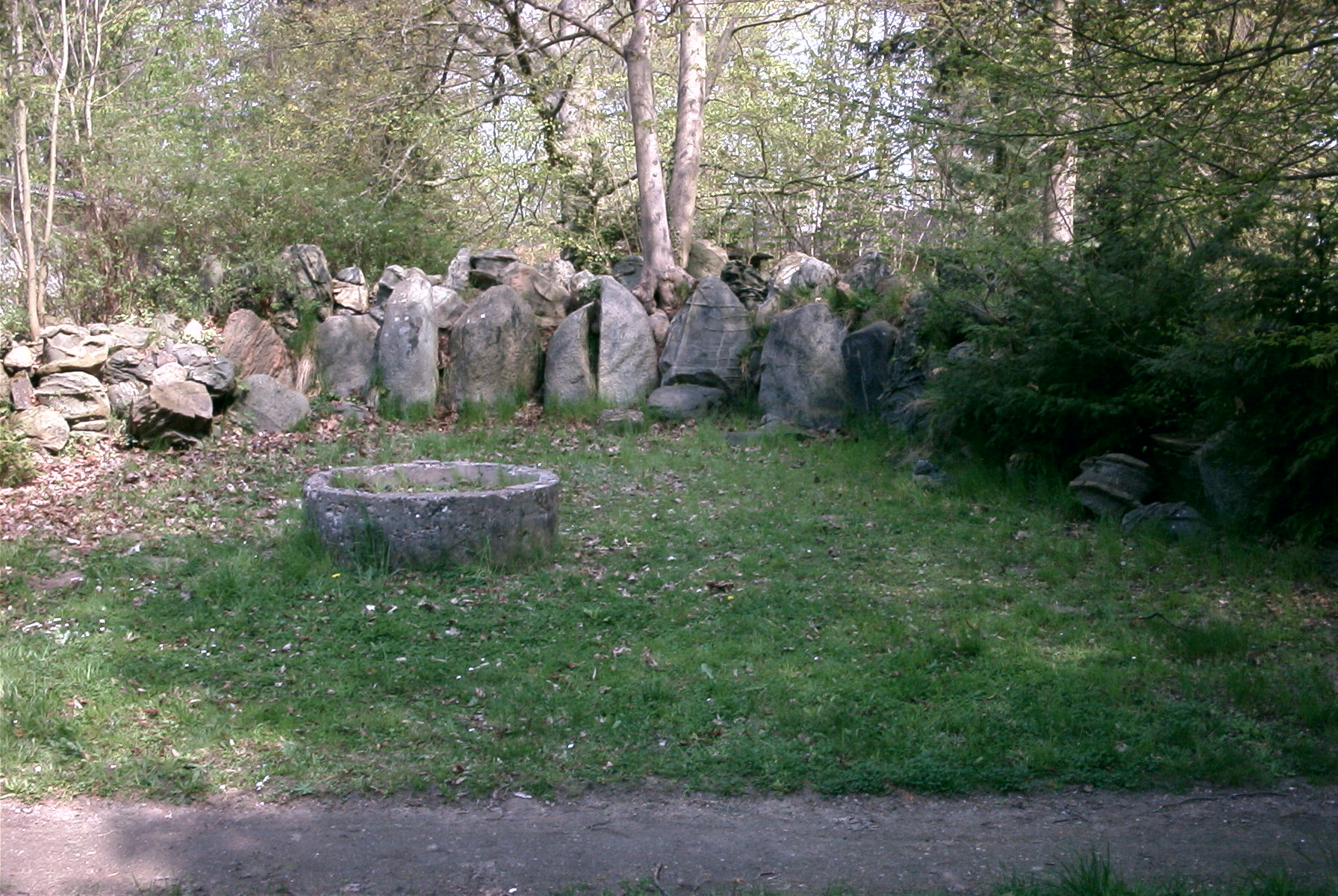
Feldsteingrotte am Barockgarten Schloss Neetzow
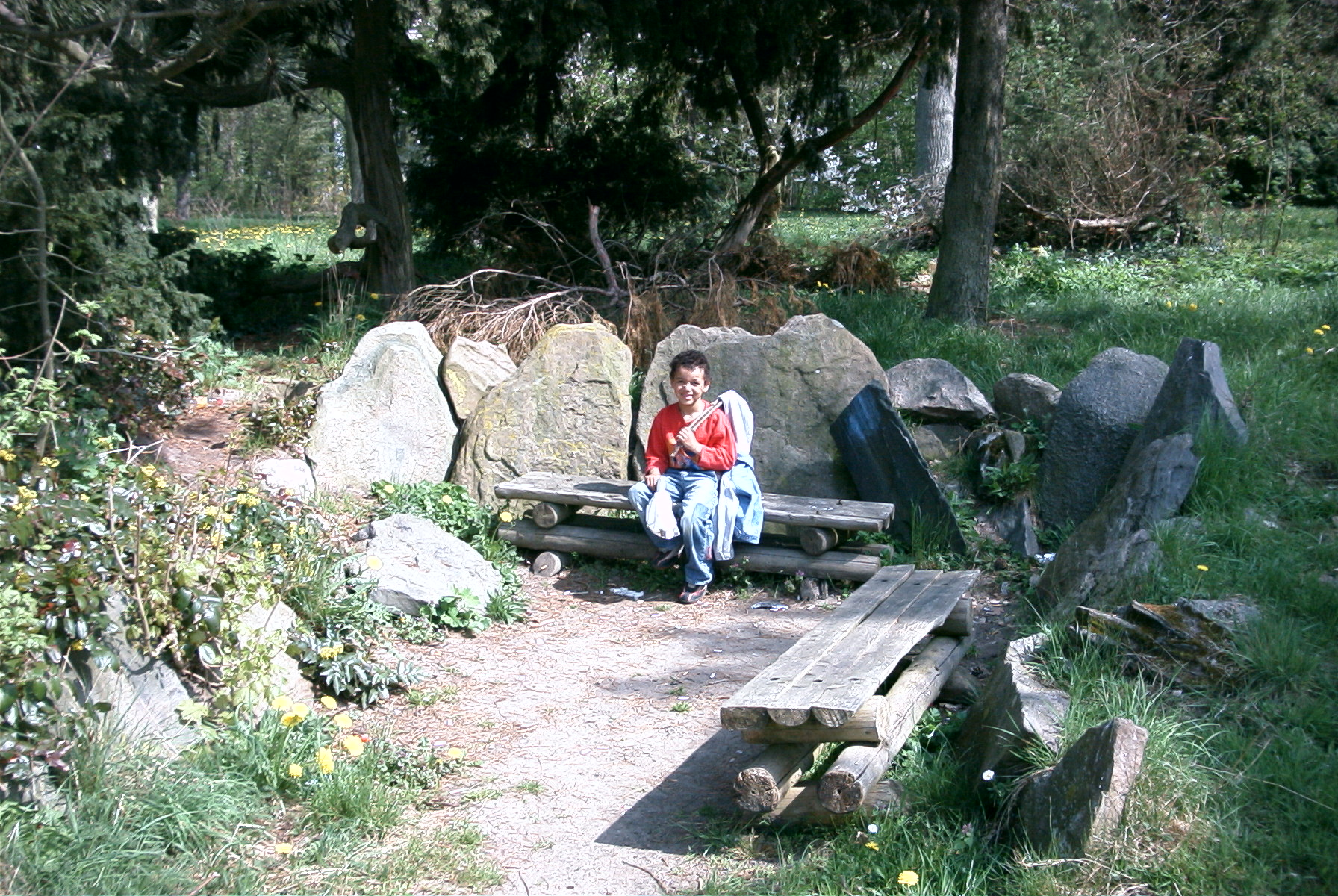
Kleine Grotte am Seeweg Schloss Neetzow
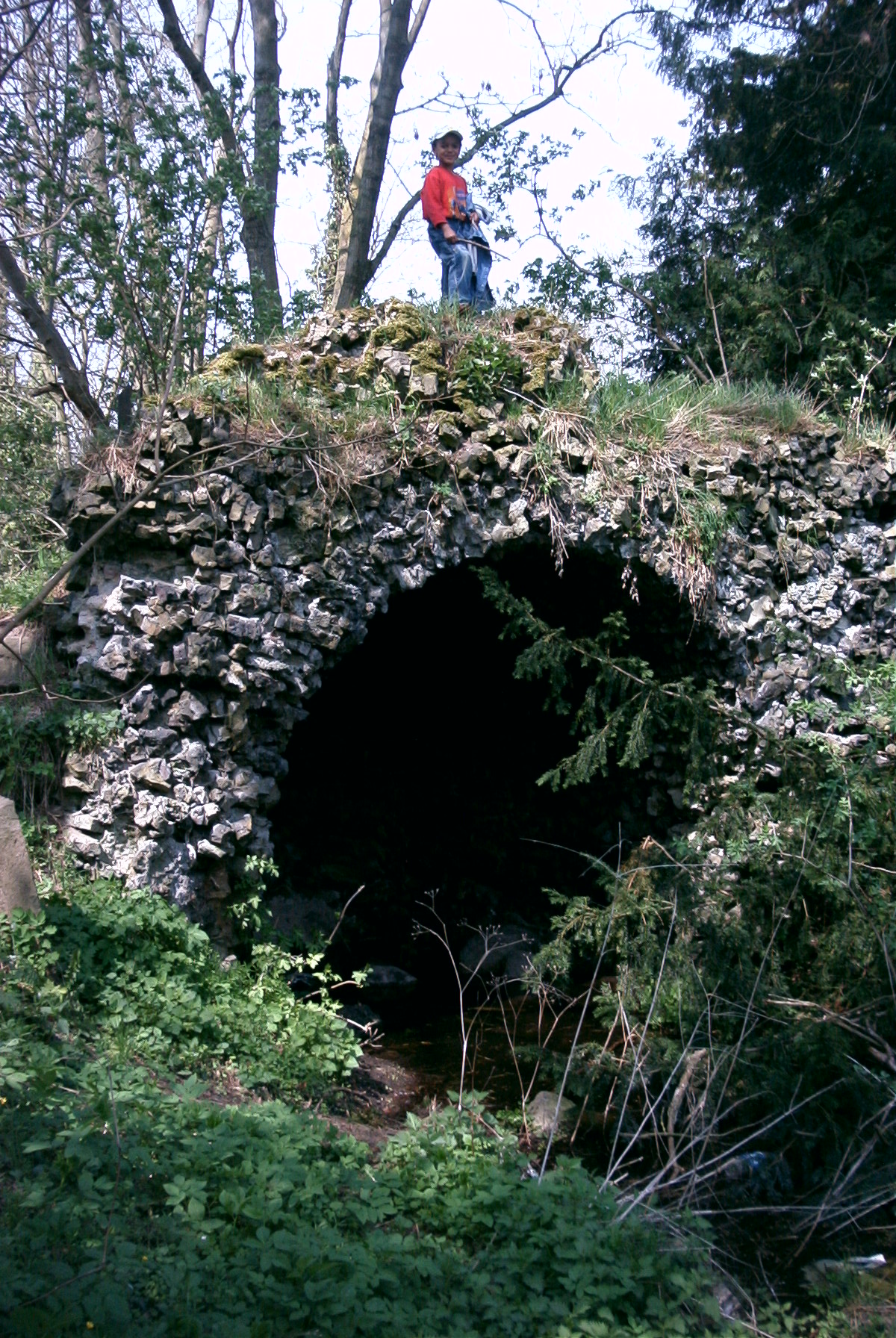
Bachgrotte aus Ziegeleiausschuss Schloss Neetzow
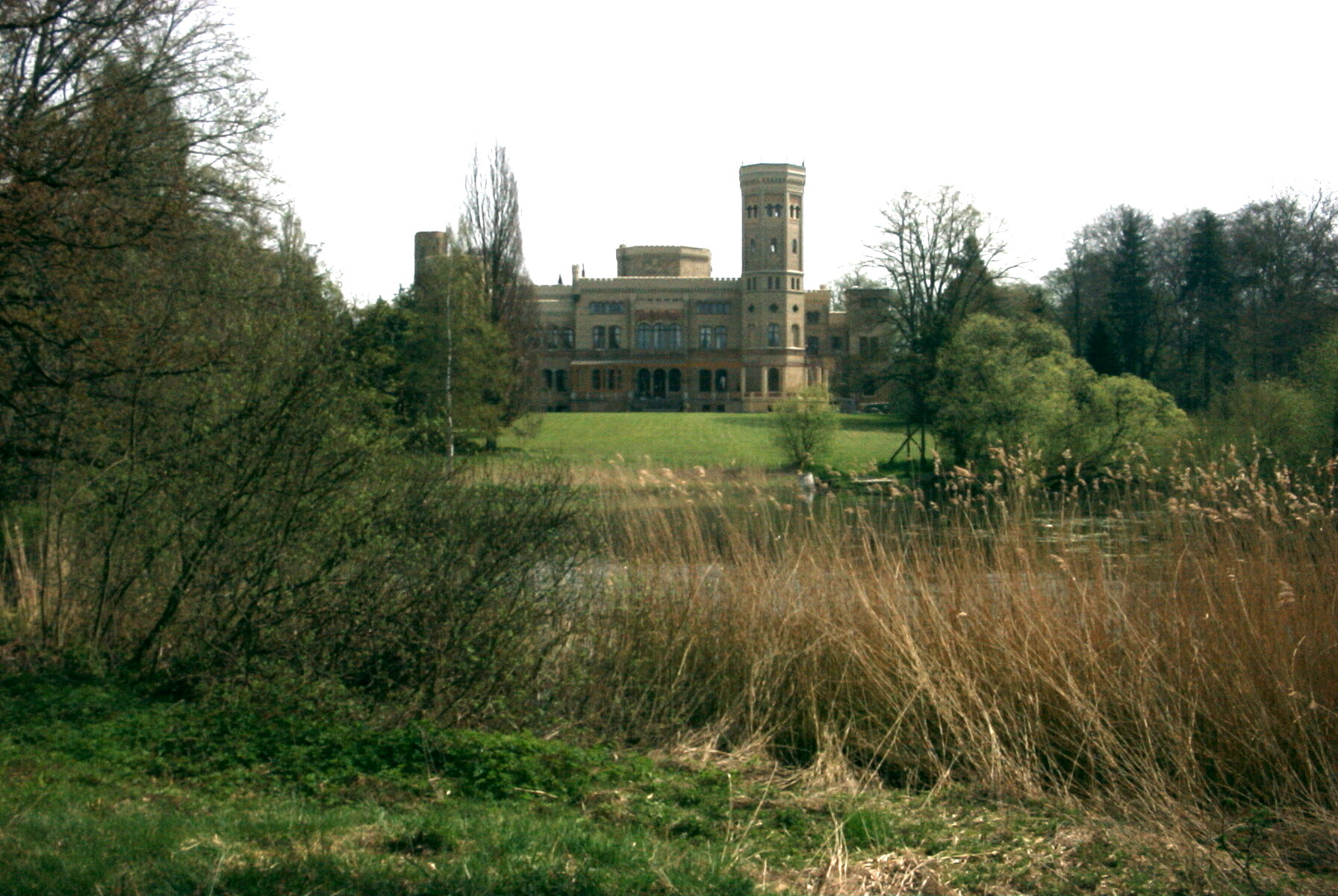
Teich im Landschaftspark Schloss Neetzow
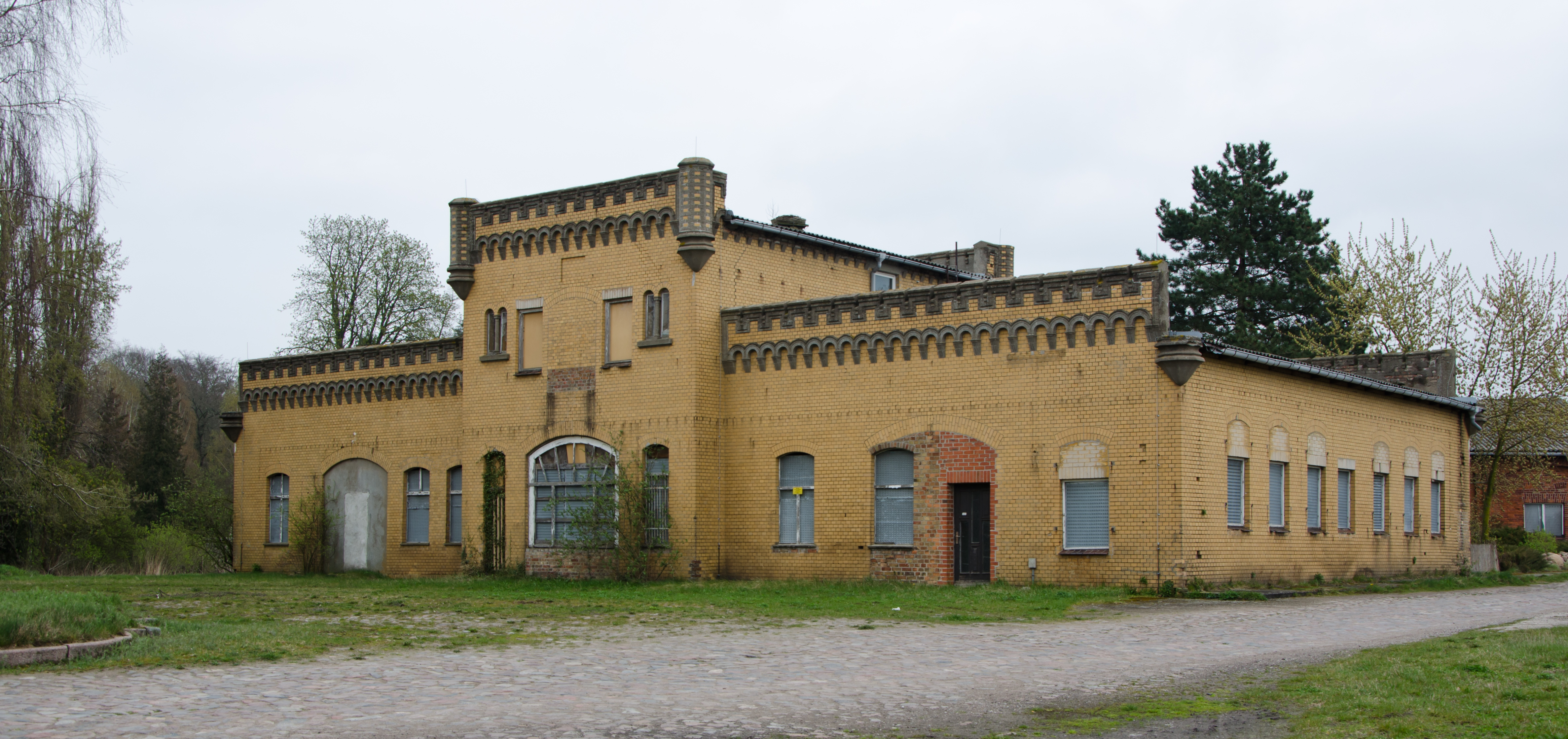
Marstall und Reithalle Schloss Neetzow

Der ehemalige Wirtschaftshof befindet sich südwestlich des Parks. Die ehemalige Reithalle, selbst der Taubenturm, wurde wie das Schloss aus gelben Klinkern gebaut. Die bis zur Wende von der örtlichen LPG genutzten Gebäude stehen weitgehend leer.